# Comiphyton gabonense
Comiphyton gabonense là một loài thực vật có hoa trong họ Rhizophoraceae. Loài này được Floret mô tả khoa học đầu tiên năm 1974.